# Bataille de Mao Khê
 (mars 2014).
Si vous disposez d'ouvrages ou d'articles de référence ou si vous connaissez des sites web de qualité traitant du thème abordé ici, merci de compléter l'article en donnant les références utiles à sa vérifiabilité et en les liant à la section « Notes et références ».
Guerre d'Indochine
Batailles
- Opération Masterdom
- Bataille de Hanoï
- Opération Léa
- Bataille de Phu Tong Hoa
- Bataille de la RC 4
- Bataille de Vĩnh Yên
- Bataille de Mao Khê
- Bataille de Nghia Lo
- Bataille de Hòa Bình
- Opération Lorraine
- Bataille de Na San
- Bataille de Muong Khoua
- Opération Atlante
- Opération Camargue
- Opération Hirondelle
- Opération Brochet
- Opération Mouette
- Opération Castor
- Bataille de Diên Biên Phu
- Opération D
- Bataille du col de Mang Yang
- Extension au Laos

La bataille de Mao Khê (en vietnamien : Tran Mạo Khê) est une bataille qui se déroula du 23 au 28 mars 1951, lors de la guerre d'Indochine, et opposa les forces de l'Union française aux combattants du Viet Minh. Les Français, menés par le célèbre général Jean de Lattre de Tassigny, défirent leurs adversaires, commandés par le général Võ Nguyên Giáp. Cette victoire, cependant, n'eut pas une portée décisive et les forces Viêt Minhs lancèrent plusieurs contre-offensives quelque temps plus tard, lesquelles ne furent pas non plus couronnées de succès.

## Contexte
Après avoir subi une lourde défaite à la bataille de Vĩnh Yên, Giáp décida d'attaquer le port de Haïphong, base principale de la logistique française. Le plan de Giáp prévoyait d'enfoncer les défenses françaises à Mao Khê, village qui se trouvait à environ 30 kilomètres au nord du port. Les Viêt Minhs espéraient que la 316e division, encore fraîche, appuyée par diverses attaques de diversion des 304e et 320e division, serait en mesure de défaire rapidement les Français.
Mao Khê était faiblement défendu. Entourée par une série d'avant-postes, la ville elle-même était tenue par un peloton d'auto-blindées de l'infanterie coloniale marocaine. La mine de charbon de Mao Khê se trouvait à 1 000 mètres au nord du village et constituait une garnison pour plusieurs unités de l'armée nationale vietnamienne commandées par un lieutenant vietnamien et trois sous-officiers français. Plus à l'est, une compagnie du 30e bataillon sénégalais gardait une église fortifiée. Au total, les forces françaises se montaient à moins de 400 hommes.

## Bataille
Après plusieurs attaques de diversion menées le 23 mars, les Viêt Minhs commencèrent à prendre d'assaut les avant-postes de Mao Khê à la nuit tombée. Le 26 mars, ils avaient enlevé toutes les positions ennemies majeures, et se préparaient à la principale offensive contre la ville. Cependant, l'assaut Viêt Minh se heurta rapidement aux tirs navals de la marine française, qui avait rejoint Mao Khê via un chenal profond à proximité de la rivière Đà Bắc. Les pertes Viêt Minhs furent estimées à environ 30 tués et 80 blessés.
De Lattre était incertain quant aux intentions de Giáp, mais il envoya le 6e BCCP (Bataillon Colonial de Commando Parachutiste) et plusieurs batteries d'artillerie relever les troupes assiégées à Mao Khê. Tôt dans la matinée du 27 mars, le 209e régiment de la 312e division Viêt Minh lança une attaque massive en direction de la mine de charbon, dont les défenseurs résistèrent jusqu'à ce que plusieurs avions bombardiers B-26 et chasseurs Hellcats puissent alléger la pression adverse. Après avoir épuisé leurs munitions, les forces de l'Union française battirent habilement en retraite vers Mao Khê. Les pertes Viêt Minhs s'élevaient à 46 tués, 209 blessés et 14 disparus.
À 2 h le 28 mars, les Viêt Minhs s'adonnèrent à un actif bombardement terrestre contre Mao Khê à l'aide de mortiers. Le 36e régiment de la 308e division déclencha un certain nombre d'assauts soutenus qui furent néanmoins contenus par l'artillerie française, ayant l'avantage de la situation géographique. Les forces Viêt Minhs réussirent finalement à pénétrer dans la ville, et un corps à corps sanglant débuta à l'intérieur de celle-ci, bien que l'élan Viêt Minh ait tourné court. Les assaillants durent se retirer un peu plus tard, ayant 137 blessés et laissant sur le terrain 58 morts.

## Conséquences
Les pertes furent légères pour les Français, tandis que, avec près de 3 000 morts, blessés ou disparus selon les sources françaises, les Viêt Minhs en avaient, d'après ces chiffres, essuyées de beaucoup plus lourdes. Cependant, les estimations Viêt Minhs firent état d'environ 150 tués et 426 blessés. Bien que les Français ressortirent victorieux des combats autour de Mao Khê, les pertes accusées par les troupes de Giáp ne furent toutefois pas aussi élevées que celles subies lors de la défaite Viêt Minh de Vinh Yen, deux mois plus tôt. Giáp devait effectuer d'autres tentatives infructueuses de percer les lignes françaises en mai, juin et octobre de la même année.